# Ehrhardt E-V/4 Straßenpanzerwagen
Der Ehrhardt E-V/4 Straßenpanzerwagen war ein deutscher Panzerwagen aus der Zeit des Ersten Weltkrieges.

## Geschichte

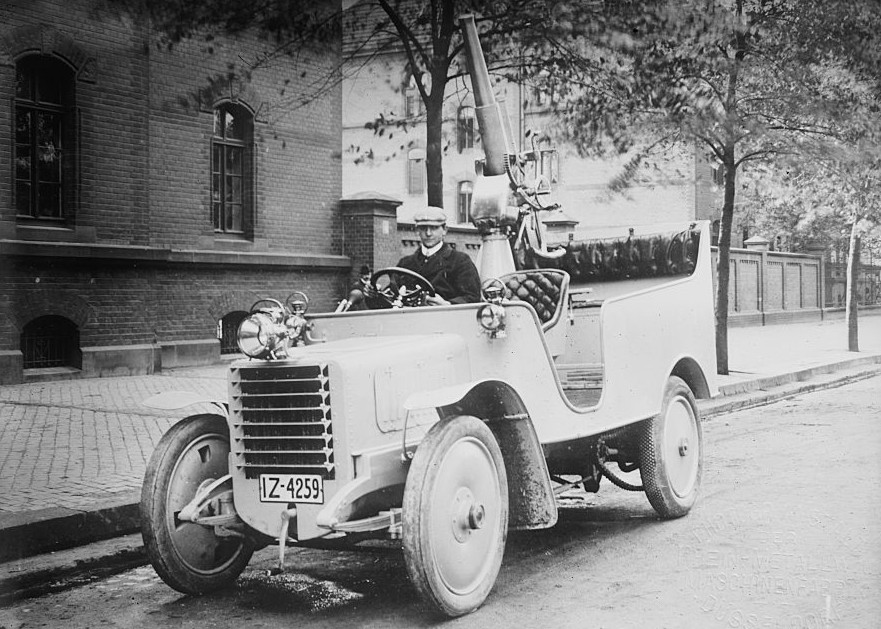
Ballonabwehrfahrzeug von Ehrhardt

Nach dem abgelehnten Entwurf eines mit einer 50-mm-Kanone ausgestatteten Ballonabwehrfahrzeugs des Ingenieurs Heinrich Ehrhardt sowie dem eines teilgepanzerten PKW von Opel begann das deutsche Heer den Ersten Weltkrieg vollkommen ohne gepanzerte Fahrzeuge, was sich nach dem Antreffen belgischer und britischer sowie russischer Panzerspähwagen als schwerer Nachteil herausstellte. Daraufhin vergab die Oberste Heeresleitung (OHL) im Oktober 1914 einen Auftrag an die drei Firmen (Büssing, Daimler und Ehrhardt) zur Konstruktion eines gepanzerten Spähwagens.
Büssing konstruierte den A5P, Daimler den Typ 15 und Ehrhardt in Düsseldorf und Zella-Mehlis den Typ E-V/4. Die anfangs wenigen gebauten Exemplare konnten an der Westfront jedoch nicht viel ausrichten, da sie in dem dort ausgebrochenen Stellungskrieg nicht mehr von allzu großem Nutzen waren und darüber hinaus nur für befestigte und unbefestigte Straßen konzipiert wurden.
Im Herbst 1916 wurde entschieden, die verbliebenen Fahrzeuge im „Panzerkraftwagen MG-Zug 1“ zusammenzufassen und mit dem Kavallerie-Korps Schmettow an die rumänische Front zu schicken. Dort, wo der Bewegungskrieg noch möglich war, bewährten sie sich im Kampf und überzeugten die OHL, eine größere Stückzahl von Panzerwagen zu bestellen. Da Büssing und Daimler mit anderen kriegswichtigen Aufgaben bereits ausgelastet waren, wurde der Auftrag lediglich an Ehrhardt vergeben. Der Straßenpanzerwagen besaß eine Bewaffnung von drei und mehr MG 08 sowie einen starren MG-Turm. Er war zwar für den Einsatz auf der Straße konzipiert, besaß jedoch ein reversibles Sechsganggetriebe (sechs Vorwärts- und Rückwärtsgänge), Vierradantrieb, Zwillingsbereifung an der Hinterachse sowie gepanzerte Kotflügel. Eine zunächst vorgesehene Funkeinrichtung bewährte sich nicht und wurde wieder entfernt.
Die im Einsatz gewonnenen Erfahrungen flossen in die neu gebauten Modelle mit ein. Unter anderem wurde:
- das Gewicht um 1,75 Tonnen reduziert,
- ein Unterbodenschutz angebracht,
- der Turm drehbar gemacht,
- und die Scheinwerfer gepanzert.

Die ersten zwölf Stück bildeten die Panzerkraftwagen-MG-Züge 2, 3, 4, 5 und 6. Ein Zug bestand aus zwei E-V/4 und den notwendigen Unterstützungsfahrzeugen. Gegen Ende des Jahres 1917 wurden weitere 20 Exemplare bestellt.
Die neu formierten Einheiten wurden mit großem Erfolg an der rumänischen und ukrainischen Front, später auch im Elsass und an der italienischen Front eingesetzt. Einige Einheiten unterstützen auch die deutsche Frühjahrsoffensive 1918 an der Westfront, allerdings unter erheblich größeren Verlusten.
Von dem Modell des Ehrhardt-Straßenpanzerwagen wurden insgesamt 33 Stück gebaut. Als Nachkriegsfertigung wurden bis 1919 20 Stück gebaut, von denen einige an Freikorps-Verbände gingen und andere an die Entente-Mächte abgegeben wurden.
Bei den schlesischen Aufständen von 1919 bis 1921 wurden von beiden Seiten Panzerwagen verwendet, darunter auch einige E-V/4. Ein Fahrzeug wurde im Februar 1919 von der Division Gerstenberg bei der Reichsexekution gegen die Bremer Räterepublik eingesetzt. Es verblieb nach Abschluss der Operation in Oldenburg und wurde dort von der 1919 gegründeten Sicherheitspolizei übernommen. Als diese, inzwischen in Ordnungspolizei Oldenburg umbenannt, es im Sommer 1920 bei Lebensmittelunruhen in Delmenhorst einsetzen wollte, stellte sich heraus, dass das Fahrzeug aufgrund seines Gewichts nur wenige Brücken des Freistaats überqueren und daher in weiten Landesteilen nicht verwandt werden konnte. Aufgrund ständiger Defekte wurde es 1925 gegen einen Daimler DZVR 21-Sonderwagen ausgetauscht und offenbar in Berlin verschrottet.
Ein Ehrhardt-Straßenpanzerwagen wurde in den Niederlanden mit einem gepanzerten Aufbau von der Firma HIH Siderius versehen. Dieses Fahrzeug wurde 1920 von den Niederländischen Streitkräften in Dienst gestellt. Es wurde wenig genutzt und blieb lange Zeit das einzige gepanzerte Fahrzeug in den Niederlanden.

## Weiterentwicklung
Vermutlich auf Grundlage des E-V/4 wurde 1920/21 der Ehrhardt/21 konstruiert, von dem bis 1925 30 Exemplare an die Schutz- und Ordnungspolizeien der Bundesstaaten geliefert wurden. Erster Einsatz des in Zella-Mehlis produzierten Prototypen des Ehrhardt/21 Panzerwagen erfolgte bei der Niederschlagung des Kapp-Putsches.